# Partito Democratico della Sinistra
Partito Democratico della Sinistra (PDS), "Vänsterns demokratiska parti", var ett post-kommunistiskt och socialdemokratiskt parti i Italien. Det bildades 1991 av tidigare medlemmar i det just upplösta Italienska kommunistpartiet och upplöstes 1998. Partiet tillhörde det Europeiska socialdemokratiska partiet och dess EU-parlamentariker var medlemmar i Socialdemokratiska gruppen i Europaparlamentet (PES). Partiet uppgick 1998 i Vänsterdemokraterna (Democratici di Sinistra) som i sin tur 2007 uppgick i Demokratiska partiet.